# Alıcı
Alıcı ist ein türkischer männlicher Vorname mit der Bedeutung „empfindsam, gefühlvoll, sensibel, (über)empfindlich“, der auch als Familienname auftritt. (In der Umgangssprache hat alıcı die Bedeutung „Kunde, Empfänger“.)

## Namensträger

### Familienname
- Barış Alıcı (* 1997), türkischer Fußballspieler
- Erdal Alıcı (* 1996), türkischer Fußballspieler
- Kerim Alıcı (* 1997), türkischer Fußballspieler
- Özlem Alıcı (* 1990), türkische Leichtathletin